# Patrimoni dell'umanità del Belize
I patrimoni dell'umanità del Belize sono i siti dichiarati dall'UNESCO come patrimonio dell'umanità in Belize, il quale è divenuto parte contraente della Convenzione sul patrimonio dell'umanità il 6 novembre 1990.
Al 2023 un solo sito è iscritto nella Lista dei patrimoni dell'umanità: la rete di riserve della barriera corallina del Belize, scelta nel 1996 in occasione della ventesima sessione del comitato del patrimonio mondiale. Non vi sono invece candidature per nuove iscrizioni.

## Siti del Patrimonio mondiale
| Foto | Sito                                                | Luogo                                                              | Tipo                       | Anno | Descrizione |
| ---- | --------------------------------------------------- | ------------------------------------------------------------------ | -------------------------- | ---- | --- |
|      | Rete di riserve della barriera corallina del Belize | Distretto di Belize, Distretto di Stann Creek, Distretto di Toledo | Naturale (764; vii, ix, x) | 1996 | L'area costiera del Belize è un sistema naturale eccezionale costituito dalla più grande barriera corallina dell'emisfero settentrionale, atolli al largo, diverse centinaia di banchi di sabbia, foreste di mangrovie, lagune costiere ed estuari. I sette siti della rete illustrano la storia evolutiva dello sviluppo della barriera corallina e sono un habitat significativo per le specie minacciate, comprese le tartarughe marine, i lamantini e il coccodrillo marino americano. |